# Babylon (software)
Babylon es un programa informático comercial de traducción y consulta de información. Cuando un usuario hace clic sobre un texto con un botón o la rueda (a elección del usuario) del ratón o una combinación de teclas, aparece una ventana de Babylon con las traducciones a los idiomas que el usuario entiende, así como información adicional obtenida de fuentes disponibles en Internet como Wikipedia. Esta herramienta también se utiliza para la conversión de unidades y divisas (siguiendo la cotización en tiempo real), así como para obtener cualquier otra información contextual. Tiene una tecnología patentada de OCR y de activación por un solo clic que funciona en cualquier programa de Windows, tales como Word, Outlook, Excel, Internet Explorer y Adobe Reader (documentos PDF).

## Diccionarios
Uno de los aspectos más destacados de este software es la gran cantidad de diccionarios de los que dispone, más de mil, algunos de ellos creados por los propios usuarios mediante una herramienta llamada Babylon Builder. Además de los diccionarios básicos en 75 lenguas, cabe destacar la incorporación de la Enciclopedia Británica Concisa en español y el Diccionario Enciclopédico VOX, en formato digital y directamente accesibles desde el programa. También dispone de varios diccionarios clásicos antiguamente disponibles solo en papel, listos para ser accedidos de forma digital. Asimismo se incluyen glosarios de términos técnicos, como términos informáticos y médicos, y diccionarios de acrónimos. Algunos de estos diccionarios, especialmente los clásicos como las enciclopedias, requieren el pago de una tarifa anual adicional por cada uno de ellos, que se agrega al coste de la licencia del programa en sí. Y así es como el conocimiento es exclusivo para quienes tienen manera de comprarlo

## Funcionalidades adicionales
Babylon permite también corregir la gramática y la ortografía en los formularios de Internet (por ejemplo al redactar un correo electrónico), pero esta función se encuentra únicamente disponible en Internet Explorer. Asimismo, permite traducir textos cortos completos, aunque la calidad de la traducción automática, como en todos los demás programas de traducción, en general no es demasiado elevada. Otra funcionalidad destacable es el motor de conversión de texto a voz que permite que el usuario pueda escuchar la pronunciación de una palabra (solo en inglés).
Por último, hay que resaltar que este programa es capaz de reconocer reglas de morfología, con lo cual trata correctamente palabras en plural, verbos conjugados, etc., una funcionalidad muy útil cuando se necesita traducir una palabra de un documento mediante un simple click sin tener que copiarla y editarla previamente.

## Ventajas e inconvenientes
La ventaja principal de este programa es su facilidad de uso, la gran cantidad de glosarios de los que dispone y su buena velocidad de respuesta anexándole la buena pronunciación de las palabras al acento norteamericano. Su principal inconveniente es el coste económico que lleva asociado. A fecha de mayo del 2008 existe una versión de prueba que dura un mes. La mayoría de glosarios, incluyendo los diccionarios "clásicos", se pueden descargar al disco duro para ser utilizados offline. 
Al instalar Babylon, instala también Babylon Search sin pedir permiso como buscador predeterminado en los navegadores de Internet que encuentra.